# 고래섬 소동
"고래섬 소동"은 1981년에 개봉한 대한민국의 영화이다.

## 캐스팅
- 신영일
- 장미희
- 유지인
- 이영옥
- 김진규
- 정희
- 황해
- 최봉
- 장혁
- 임희춘
- 김동수
- 송영길
- 전유성
- 강석
- 주병진
- 양택조
- 조재성
- 이예성
- 김예성
- 임예심
- 조학자
- 김경란
- 정미경